# Genolinea anura
Genolinea anura är en plattmaskart. Genolinea anura ingår i släktet Genolinea och familjen Hemiuridae. Inga underarter finns listade i Catalogue of Life.